# Théorème de Jordan-Schur
En mathématiques, le théorème de Jordan-Schur, ou « théorème de Jordan pour les groupes linéaires finis », est un théorème de structure sur les sous-groupes des groupes linéaires complexes.

## Énoncés
La forme originelle, due à Camille Jordan, établit qu'il existe une fonction F telle que pour tout sous-groupe fini G du groupe linéaire GL(n, ℂ), il existe un sous-groupe normal de G, abélien et d'indice inférieur ou égal à F(n).
Issai Schur a étendu ce résultat aux sous-groupes G non nécessairement finis mais seulement de torsion – comparer avec un résultat antérieur de Burnside quand l'exposant de G est fini – et a montré que F(n) pouvait être pris égal à

## Progrès
Pour G fini (et n ≥ 3), un majorant plus fin est dû à Andreas Speiser, :
où π(x) est le nombre de nombres premiers inférieurs ou égaux à x. Il a été amélioré par Hans Blichfeldt (de), qui a réussi à remplacer le « 12 » par un « 6 ». Des travaux non publiés sur le cas fini ont aussi été effectués par Boris Weisfeiler.
Par la suite, Michael Collins, en utilisant la classification des groupes finis simples, a montré que dans le cas fini, on peut prendre F(n) = (n + 1)! si n ≥ 71, et a donné des descriptions presque complètes de la situation pour les valeurs de n plus petites.